# Naturschutzgebiet Heuckenlock
Das Naturschutzgebiet Heuckenlock ist einer der letzten Tideauenwälder Europas. Es liegt im Süden der Hamburger Elbinsel Wilhelmsburg nahe der Bunthäuser Spitze außerhalb der Hochwasserschutzanlagen und wird daher ungefähr hundertmal pro Jahr durch Spring- oder Sturmfluten überspült. Das Gebiet erstreckt sich über eine Länge von drei Kilometern am Nordufer der Süderelbe entlang und hat eine Fläche von fast 100 Hektar. 
Das Naturschutzgebiet bildet zusammen mit dem gegenüber am Südufer der Süderelbe liegenden Naturschutzgebiet „Schweenssand“ das europäische FFH-Gebiet „Heuckenlock/Schweenssand“. Aufgrund seiner besonderen Lage zwischen Fluss und Land ist das als Naturschutzgebiet ausgewiesene Heuckenlock ein wichtiges Rückzugsgebiet für viele Pflanzen- und Tierarten.  
Besucher des Heuckenlocks, das auch einen Wanderweg bietet, sollten sich vorher über den Wasserstand der Elbe informieren, da bei Wasserständen über dem mittleren Hochwasser Teile oder das gesamte Gebiet überflutet werden. 

## Entstehung

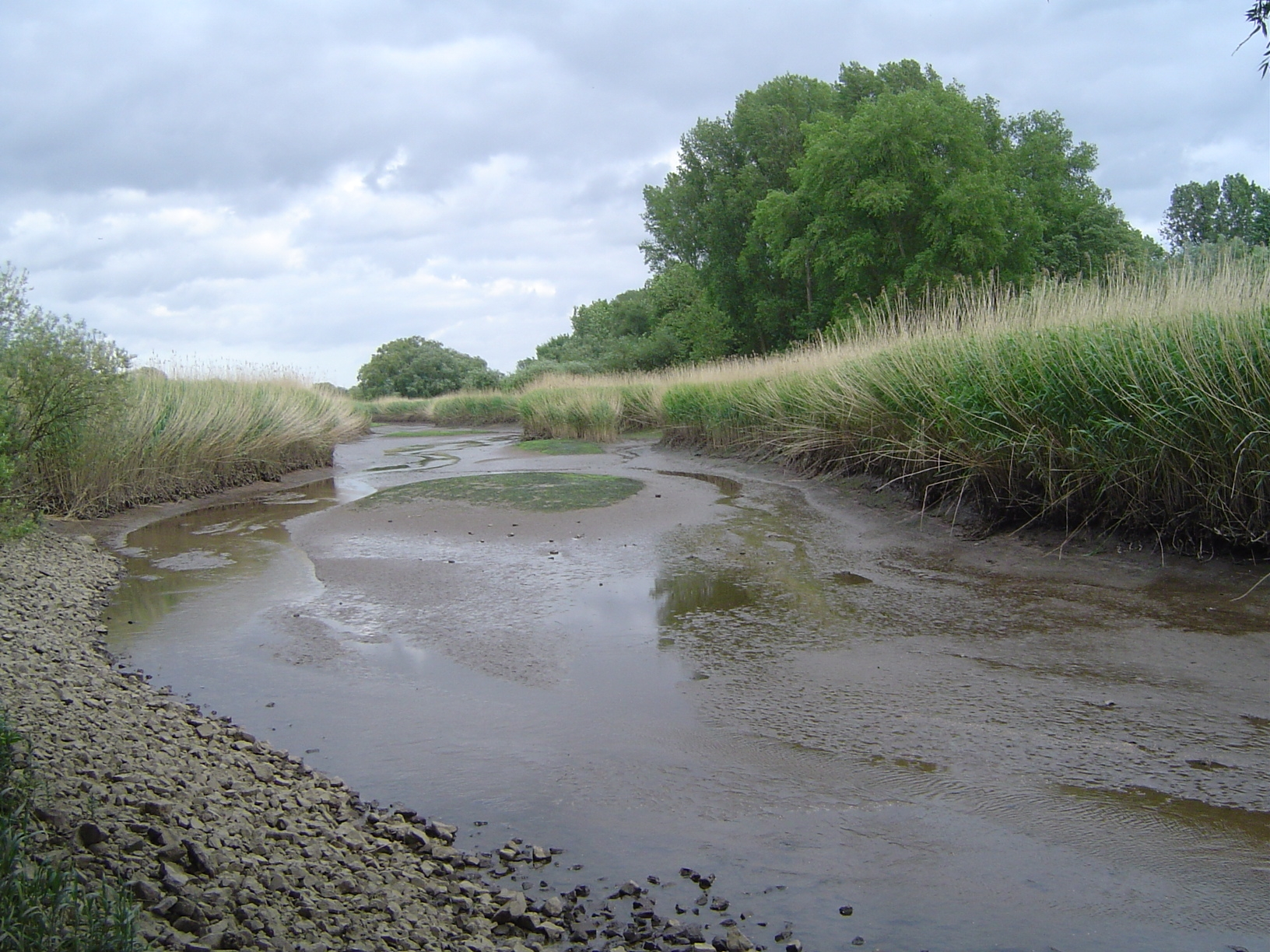
Priel im Heuckenlock bei ablaufendem Wasser

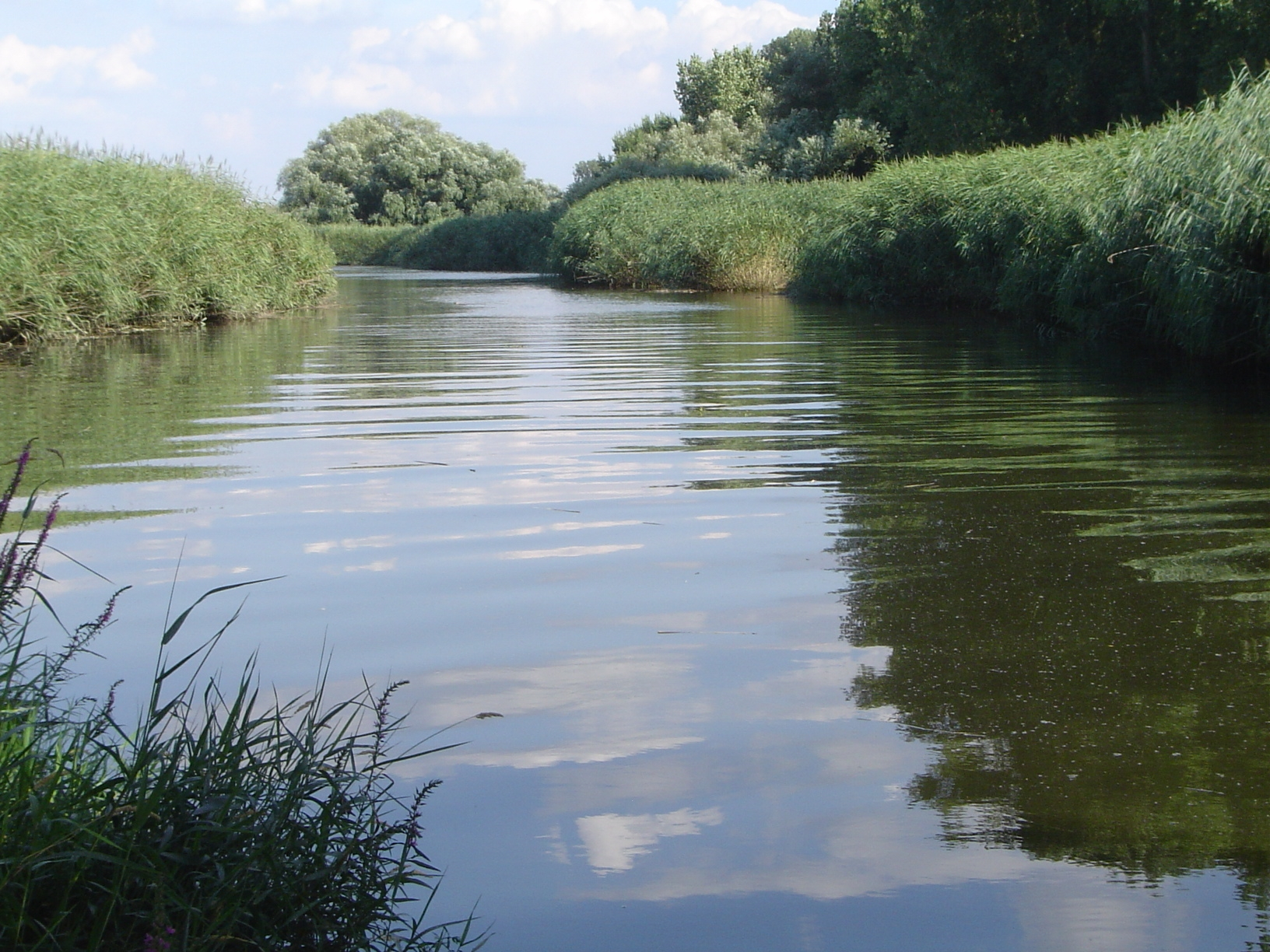
Das Heukenlock bei mittlerem Hochwasser

Das Heuckenlock befindet sich im Stromspaltungsgebiet der Elbe. Der nacheiszeitliche Anstieg des Meeresspiegels und der darauf folgende Gezeitenrückstau formten eine Landschaft, die von Sümpfen und Wasserwildnis geprägt war. Die bedeutendste Restfläche dieser tidebeeinflussten Auenlandschaft finden wir heute im Heuckenlock. Das Gebiet wurde und wird noch immer in seiner Gestalt durch den starken Tideeinfluss geprägt. Da Ebbe und Flut im Süßwasser der Elbe wirken, haben wir hier die Besonderheit des Süßwassertide-Auwaldes, der nur zwischen Glückstadt und Geesthacht zu finden ist und weltweit einmalig ist. 
Das Elbwasser ist reich an nährstoffhaltigen Schwebstoffen. Bei jedem Hochwasser wird eine dünne Schicht dieses Schlicks abgelagert. So wird dem Gebiet eine enorme Menge an Nährstoffen zugeführt. Das führt dazu, dass die Pflanzen im Heuckenlock besonders groß werden. Diese Nährstoffzufuhr und der Einfluss von Ebbe und Flut sind die Voraussetzung für die Entwicklung dieser besonders artenreichen Sumpf- und Wasserwildnis. 

## Ursprung des Namens
Das Heuckenlock verdankt seinem Namen dem großen Priel im Gebiet. „Dat Lock“ steht im Plattdeutschen für Loch (oder mit Wasser gefüllte Senke) und „Heucke(n)“ ist der Name einer Familie in Moorwerder, der auch heute noch eine Fläche im Naturschutzgebiet gehört. 

## Ökologie
Das Heuckenlock ist drei Kilometer lang und bis zu 400 Meter breit. Auf dieser Fläche von fast 100 Hektar lassen sich bis zu 500 Pflanzenarten finden. 

### Vegetationszonen
Je nach Höhenlage und damit Überflutungshäufigkeit sowie -dauer bei Hochwasser, lassen sich typische Auwald-Vegetationszonen erkennen. 
In den tiefer liegenden Bereichen des Naturschutzgebietes, die am häufigsten und stärksten überschwemmt werden, wachsen verschiedene Röhrichtbestände. Diese bestehen aus dem hier dominierenden, sehr wuchskräftigen und mitunter bis zu fünf Meter hohen Schilf oder Reet, aber auch zum Beispiel aus Schmal- und Breitblättrigem Rohrkolben und Rohrglanzgras. Auch der Blutweiderich ist an den Ufersäumen der Priele in größeren Gemeinschaften anzutreffen. 
Die Hochwasserspülsäume werden von verschiedenen Ampfern, Knöterichen oder Seggen besiedelt. 
Auf festerem Sandgrund findet man den für das Heuckenlock charakteristischen Tideauwald. Er besteht im feuchtesten Bereich aus verschiedenen Weidengebüschen. Übergehend in die etwas trockeneren Bereiche, findet man die typischen Standorte für verschiedene Pappelarten, Erlen und Eschen. Diese Baumarten bilden zusammen mit den Weiden die sogenannte Weichholzaue.
Auf den höchstgelegenen und damit trockensten Flächen etablierte sich die sogenannte Hartholzaue mit den Charakterbaumarten Eiche und Flatterulme. 
Aufgrund des durch Eindeichungen und Vertiefung der Fahrrinne der Schiffe heute viel stärkeren Tidenhubs mit häufigeren Überschwemmungen des Gebietes ist die Hartholzaue bis auf wenige Bäume verschwunden. Da der ausgewiesenen „Urwald Heuckenlock“ keiner forstlichen Nutzung unterliegt, können Bäume des Auwaldes hier sehr alt werden.

### Flora
Der deutlich älteste Baum war eine Flatterulme mit einem Stammumfang von über vier Metern. Sie war vermutlich über 400 Jahre alt. Aufgrund ihres isolierten Standortes hat sie zwar das große Ulmensterben Ende des 20sten Jahrhunderts überlebt, überstand aber Orkan Xaver im Herbst 2013 nicht, von dem sie in zwei Teile zerrissen und gefällt wurde. Beide Baumteile treiben aber weiterhin neue Triebe aus. Der älteste Strauch ist ein circa 350 Jahre altes Pfaffenhütchen. 
Ein altes Kulturgut sind die knorrigen Kopfweiden, die regelmäßig geschnitten werden müssen. Die Hohlräume in ihren typisch geformten Köpfen bieten Unterschlupf für Insekten und Vögel. 
Im Heuckenlock gibt es drei Wiesen mit den auf Hamburger Gebiet seltenen Schachblumen. Diese wachsen nur auf Wiesen, die sehr feucht sind, allerdings vertragen sie kein stehendes Wasser. Daher wachsen sie hier vor allem auf kleinen Erhebungen und Kuppen. Gute Standortbedingungen sind nur noch selten anzutreffen, weshalb auch die Schachbrettblumen stark gefährdet sind und geschützt werden müssen. Eine jährliche Mahd sichert das Vorkommen.
Nur in den Süßwassertideauen wachsen der Schierlings-Wasserfenchel und die Wibel-Schmiele, die daher besonderen Schutz benötigen.

### Fauna
Aufgrund der häufigen Überschwemmungen leben im Naturschutzgebiet wenig bodenbrütende Vögel, sondern fast ausschließlich Baum- und Schilfbrüter. Im Heuckenlock zumindest gelegentlich anzutreffende Brutvögel sind unter anderem die Beutelmeise mit ihren markanten Hängenestern, Nachtigall, Waldohreule, Kleinspecht, Drosselrohrsänger, Sumpfrohrsänger und Rohrammer. 
Im Naturschutzgebiet lebt seit 2008 ein Seeadlerpaar. Der erste Brutversuch im Jahr 2011 blieb ohne Erfolg. Seit 2012 brütet der Seeadler erfolgreich im Heuckenlock und zog jedes Jahr ein bis drei Jungvögel groß (Stand 2019). Im April 2014 ist der Horstbaum bei einem Sturm umgekippt, in dem Jahr war kein Bruterfolg möglich.
Großvogelkolonien von Graureiher und Kormoran sind im Auwald nicht mehr vertreten, die Vögel sind nur als Nahrungssucher und zur Rast im Naturschutzgebiet anzutreffen. 

### Priele
Mehrere Priele winden sich durchs Heuckenlock, die zweimal am Tag bei Niedrigwasser trockenfallen. Den größten Priel, das „Heuckenlock“ kann man von der Brücke des Wanderweges, der durch das Gebiet führt, sehen und Ebbe und Flut beobachten. Der Tidenhub im Priel beträgt über 3,50 Meter. 

### Wasserburg
Bis 2003 war im Heuckenlock westlich der Autobahn A1 das letzte, denkmalgeschützte Vordeichbauernhaus auf Hamburger Stadtgebiet, die sogenannte Wasserburg zu finden. Das Bauernhaus stand dort auf einer Warft, umringt von einem Priel und war über 200 Jahre alt. Es stand einige Jahre leer und war dem Verfall überlassen. Eine geplante Nutzung als Naturschutz-Infozentrum durch die Gesellschaft für ökologische Planung (GÖP) war nach einem Brand im Mai 2001 nicht mehr zu finanzieren. 2003 wurde die Ruine abgetragen. Der Sommerdeich des Wasserburg-Koogs wurde geöffnet, sodass die Tide auch hier ungehindert ein- und auspendeln kann. 

## Landschaftspflegemaßnahmen
Die Gesellschaft für ökologische Planung e. V. engagiert sich als betreuender Verband für den Erhalt der Landschaft und der Artenvielfalt. Dazu gehört das Entfernen standortfremder Pflanzen im Gebiet, die der seltenen heimischen Flora den Lebensraum streitig machen. Zu einem Problem haben sich hier der Japanische Staudenknöterich und das Indische Springkraut entwickelt. Um die Schachblumen-Bestände erhalten zu können, werden drei Wiesen durch zweimalige Mahd pro Jahr vor dem Überwachsen mit Röhricht und Hochstauden bewahrt. In den Wintermonaten steht turnusgemäß die Pflege der im Naturschutzgebiet stehenden Kopfweiden an. In Buchten und auf einer Teilstrecke im Osten des Naturschutzgebietes wurden Uferbefestigungen ganz abgebaut bzw. reduziert. Nach Abriss der „Wasserburg“ im Westen des Naturschutzgebietes hat die Gesellschaft für ökologische Planung e. V. die Fläche durch Abbau von Befestigungen und Bodenversiegelungen, Flutung des Koogs durch Öffnung des Sommerdeiches und Pflanzung einiger Eichen und Flatterulmen auf der Warft renaturiert.